# ورمباخ
ورمباخ (به آلمانی: Wormbach) یک منطقهٔ مسکونی در آلمان است که در اشمالنبرگ واقع شده‌است. ورمباخ ۳۹۹ نفر جمعیت دارد.